# Meidericher Spielverein Duisburg 2017-2018
Questa voce raccoglie le informazioni riguardanti il  Meidericher Spielverein Duisburg  nelle competizioni ufficiali della stagione calcistica 2017-2018.

## Stagione
Nella stagione 2017-2018 il Duisburg, allenato da Ilija Gruev, concluse il campionato di 2. Bundesliga al 7º posto. In coppa di Germania il Duisburg fu eliminato al primo turno dal Norimberga.

## Rosa
| N. |                                 | Ruolo | Calciatore             |
| -- | ------------------------------- | ----- | ---------------------- |
| 28 | Iran (bandiera)                 | P     | Daniel Davari          |
| 1  | Paesi Bassi (bandiera)          | P     | Mark Flekken           |
| 22 | Libano (bandiera)               | P     | Daniel Zeaiter         |
| 5  | Bosnia ed Erzegovina (bandiera) | D     | Branimir Bajić         |
| 18 | Germania (bandiera)             | D     | Thomas Blomeyer        |
| 4  | Germania (bandiera)             | D     | Dustin Bomheuer        |
| 29 | Azerbaigian (bandiera)          | D     | Tuğrul Erat            |
| 31 | Germania (bandiera)             | D     | Marius Krüger          |
| 21 | Germania (bandiera)             | D     | Pascal Kubina          |
| 6  | Germania (bandiera)             | D     | Gerrit Nauber          |
| 27 | Germania (bandiera)             | D     | Dan-Patrick Poggenberg |
| 7  | Germania (bandiera)             | D     | Andreas Wiegel         |
| 17 | Germania (bandiera)             | D     | Kevin Wolze            |

| N. |                     | Ruolo | Calciatore           |
| -- | ------------------- | ----- | -------------------- |
| 14 | Germania (bandiera) | C     | Tim Albutat          |
| 20 | Brasile (bandiera)  | C     | Cauly                |
| 15 | Germania (bandiera) | C     | Lukas Daschner       |
| 26 | Germania (bandiera) | C     | Ahmet Engin          |
| 16 | Germania (bandiera) | C     | Lukas Fröde          |
| 30 | Austria (bandiera)  | C     | Christian Gartner    |
| 3  | Tunisia (bandiera)  | C     | Enis Hajri           |
| 19 | Germania (bandiera) | C     | Nico Klotz           |
| 23 | Germania (bandiera) | C     | Fabian Schnellhardt  |
| 33 | Germania (bandiera) | C     | Moritz Stoppelkamp   |
| 11 | Russia (bandiera)   | A     | Stanislav Il'jučenko |
| 10 | Nigeria (bandiera)  | A     | Kingsley Onuegbu     |
| 24 | Ucraina (bandiera)  | A     | Borys Taščy          |

## Organigramma societario
Area tecnica
- Allenatore: Ilija Gruev
- Allenatore in seconda: Yontcho Arsov
- Preparatore dei portieri: Sven Beuckert
- Preparatori atletici: Miro Lusic, Andreas Tappe

## Risultati

### 2. Bundesliga

#### Girone di andata
| Arbitro: | Zwayer |

|           |           |  |
| Röser 88’ | Marcatori |  |

| Arbitro: | Petersen |

|          |           |               |
| Taščy 7’ | Marcatori | 47’ Bandowski |

| Arbitro: | Osmers |

|             |           |                           |
| Glatzel 59’ | Marcatori | 61’ Stoppelkamp 66’ Taščy |

| Arbitro: | Jöllenbeck |

|                 |           |                      |
| Stoppelkamp 26’ | Marcatori | 35’ Mehlem 88’ Stark |

| Arbitro: | Kempter |

|  |           |                                            |
|  | Marcatori | 19’ Stoppelkamp 55’, 59’ Cauly 90’ Onuegbu |

| Arbitro: | Gerach |

|                        |           |                                                 |
| Stoppelkamp 82’ (rig.) | Marcatori | 10’, 25’, 74’ Ishak 51’, 76’ Löwen 89’ Teuchert |

| Arbitro: | Willenborg |

|               |           |                |
| Wahl 42’, 52’ | Marcatori | 17’, 54’ Taščy |

| Arbitro: | Cortus |

|           |           |                                      |
| Fröde 90’ | Marcatori | 9’ Schindler 73’, 88’ (rig.) Drexler |

| Arbitro: | Schröder |

|                                 |           |                 |
| Hennings 2’ Zimmer 6’ Raman 55’ | Marcatori | 57’ Stoppelkamp |

| Duisburg 13 ottobre 2017, ore 18:30 10ª giornata | Duisburg  | 0 – 0 referto | Eintracht Braunschweig | Schauinsland-Reisen-Arena (13.855 spett.)\| Arbitro: \| Koslowski \| |
| Arbitro:                                         | Koslowski |               |                        |                                                                      |

| Arbitro: | Heft |

|  |           |              |
|  | Marcatori | 67’ Bomheuer |

| Arbitro: | Dietz |

|                |           |              |
| Il'jučenko 86’ | Marcatori | 49’ Leistner |

| Arbitro: | Badstübner |

|  |           |                |
|  | Marcatori | 8’ Stoppelkamp |

| Arbitro: | Kempter |

|                          |           |  |
| Cauly 50’, 54’ Taščy 85’ | Marcatori |  |

| Arbitro: | Sather |

|                                            |           |  |
| Grüttner 8’ Nietfeld 27’ Lais 39’ Mees 87’ | Marcatori |  |

| Arbitro: | Schlager |

|                     |           |  |
| Cauly 40’ Taščy 44’ | Marcatori |  |

| Arbitro: | Dietz |

|                               |           |                                 |
| Sobota 57’ Sobiech 62’ (rig.) | Marcatori | 32’ (rig.) Wolze 81’ Il'jučenko |

#### Girone di ritorno
| Arbitro: | Schröder |

|                          |           |  |
| Il'jučenko 45’ Wolze 83’ | Marcatori |  |

| Arbitro: | Cortus |

|  |           |                                 |
|  | Marcatori | 40’ Il'jučenko 45’ (rig.) Wolze |

| Arbitro: | Heft |

|                                   |           |                                               |
| Wolze 27’ (rig.), 50’ Onuegbu 90’ | Marcatori | 14’ Thiel 33’ Schnatterer 42’ (aut.) Bomheuer |

| Arbitro: | Koslowski |

|        |           |                          |
| Ji 37’ | Marcatori | 17’ Engin 85’ Il'jučenko |

| Arbitro: | Petersen |

|                     |           |                          |
| Taščy 52’ Wolze 72’ | Marcatori | 39’ Schütz 67’ Weihrauch |

| Arbitro: | Aarnink |

|                                  |           |                 |
| Behrens 8’ (rig.), 23’ Löwen 71’ | Marcatori | 41’ Stoppelkamp |

| Arbitro: | Pfeifer |

|                            |           |              |
| Engin 13’ Taščy 66’ (rig.) | Marcatori | 18’ Kutschke |

| Arbitro: | Dankert |

|                                                                             |           |  |
| Kinsombi 18’ Drexler 20’ Schindler 51’ (rig.) Czichos 62’ Nauber 82’ (aut.) | Marcatori |  |

| Arbitro: | Stegemann |

|           |           |                        |
| Taščy 90’ | Marcatori | 40’ Hennings 88’ Usami |

| Arbitro: | Koslowski |

|                                      |           |                              |
| Nyman 18’ Tingager 20’ Abdullahi 40’ | Marcatori | 69’ Wolze 83’ (aut.) Valsvik |

| Arbitro: | Schröder |

|                |           |                                |
| Il'jučenko 70’ | Marcatori | 12’, 48’, 64’ Osawe 83’ Kessel |

| Berlino 7 aprile 2018, ore 13:00 29ª giornata | Union Berlino | 0 – 0 referto | Duisburg | Stadion An der Alten Försterei (22.012 spett.)\| Arbitro: \| Heft \| |
| Arbitro:                                      | Heft          |               |          |                                                                      |

| Arbitro: | Badstübner |

|  |           |                          |
|  | Marcatori | 39’ Förster 90’ Kulovits |

| Arbitro: | Koslowski |

|             |           |                                        |
| Nazarov 83’ | Marcatori | 56’ (rig.), 90’ (rig.) Wolze 64’ Taščy |

| Arbitro: | Reichel |

|                                                     |           |            |
| Nauber 52’ Il'jučenko 60’ Stoppelkamp 75’ Engin 87’ | Marcatori | 58’ George |

| Arbitro: | Stegemann |

|                         |           |                     |
| Caligiuri 44’ Ernst 75’ | Marcatori | 62’ Taščy 64’ Cauly |

| Arbitro: | Aytekin |

|                             |           |  |
| Stoppelkamp 45’ Gartner 90’ | Marcatori |  |

### Coppa di Germania
| Arbitro: | Dingert |

|                  |           |                             |
| Wolze 90’ (rig.) | Marcatori | 21’ Behrens 41’ Margreitter |

## Statistiche

### Statistiche di squadra
| Competizione      | Punti | In casa | In casa | In casa | In casa | In casa | In casa | In trasferta | In trasferta | In trasferta | In trasferta | In trasferta | In trasferta | Totale | Totale | Totale | Totale | Totale | Totale | DR |
| Competizione      | Punti | G       | V       | N       | P       | Gf      | Gs      | G            | V            | N            | P            | Gf           | Gs           | G      | V      | N      | P      | Gf     | Gs     | DR |
| ----------------- | ----- | ------- | ------- | ------- | ------- | ------- | ------- | ------------ | ------------ | ------------ | ------------ | ------------ | ------------ | ------ | ------ | ------ | ------ | ------ | ------ | -- |
| 2. Bundesliga     | 48    | 17      | 6       | 5       | 6       | 27      | 28      | 17           | 7            | 4            | 6            | 25           | 28           | 34     | 13     | 9      | 12     | 52     | 56     | -4 |
| Coppa di Germania | -     | 1       | 0       | 0       | 1       | 1       | 2       | 0            | 0            | 0            | 0            | 0            | 0            | 1      | 0      | 0      | 1      | 1      | 2      | -1 |
| Totale            | -     | 18      | 6       | 5       | 7       | 28      | 30      | 17           | 7            | 4            | 6            | 25           | 28           | 35     | 13     | 9      | 13     | 53     | 58     | -5 |

### Andamento in campionato
| Giornata  | 1  | 2  | 3 | 4  | 5 | 6  | 7  | 8  | 9  | 10 | 11 | 12 | 13 | 14 | 15 | 16 | 17 | 18 | 19 | 20 | 21 | 22 | 23 | 24 | 25 | 26 | 27 | 28 | 29 | 30 | 31 | 32 | 33 | 34 |
| --------- | -- | -- | - | -- | - | -- | -- | -- | -- | -- | -- | -- | -- | -- | -- | -- | -- | -- | -- | -- | -- | -- | -- | -- | -- | -- | -- | -- | -- | -- | -- | -- | -- | -- |
| Luogo     | T  | C  | T | C  | T | C  | T  | C  | T  | C  | T  | C  | T  | C  | T  | C  | T  | C  | T  | C  | T  | C  | T  | C  | T  | C  | T  | C  | T  | C  | T  | C  | T  | C  |
| Risultato | P  | N  | V | P  | V | P  | N  | P  | P  | N  | V  | N  | V  | V  | P  | V  | N  | V  | V  | N  | V  | N  | P  | V  | P  | P  | P  | P  | N  | P  | V  | V  | N  | V  |
| Posizione | 14 | 12 | 9 | 11 | 8 | 11 | 11 | 14 | 15 | 15 | 14 | 14 | 12 | 8  | 11 | 8  | 10 | 7  | 5  | 5  | 4  | 4  | 6  | 4  | 4  | 6  | 7  | 9  | 10 | 12 | 10 | 7  | 8  | 7  |

Legenda:

Luogo: C = Casa; T = Trasferta. Risultato: V = Vittoria; N = Pareggio; P = Sconfitta.

### Statistiche dei giocatori
| Giocatore       | 2. Bundesliga | 2. Bundesliga | 2. Bundesliga | 2. Bundesliga | Coppa di Germania | Coppa di Germania | Coppa di Germania | Coppa di Germania | Totale   | Totale | Totale      | Totale     |
| Giocatore       | Presenze      | Reti          | Ammonizioni   | Espulsioni    | Presenze          | Reti              | Ammonizioni       | Espulsioni        | Presenze | Reti   | Ammonizioni | Espulsioni |
| --------------- | ------------- | ------------- | ------------- | ------------- | ----------------- | ----------------- | ----------------- | ----------------- | -------- | ------ | ----------- | ---------- |
| D. Davari       | 3             | 0             | 0             | 0             | -                 | -                 | -                 | -                 | 3        | 0      | 0           | 0          |
| M. Flekken      | 31            | 0             | 2             | 0             | 1                 | 0                 | 0                 | 0                 | 32       | 0      | 2           | 0          |
| D. Zeaiter      | 1             | 0             | 0             | 0             | -                 | -                 | -                 | -                 | 1        | 0      | 0           | 0          |
| B. Bajić        | 4             | 0             | 0             | 0             | -                 | -                 | -                 | -                 | 4        | 0      | 0           | 0          |
| T. Blomeyer     | 4             | 0             | 0             | 0             | -                 | -                 | -                 | -                 | 4        | 0      | 0           | 0          |
| D. Bomheuer     | 31            | 1             | 4             | 0             | 1                 | 0                 | 1                 | 0                 | 32       | 1      | 5           | 0          |
| T. Erat         | 8             | 0             | 0             | 0             | 1                 | 0                 | 0                 | 0                 | 9        | 0      | 0           | 0          |
| M. Krüger       | -             | -             | -             | -             | -                 | -                 | -                 | -                 | -        | -      | -           | -          |
| P. Kubina       | -             | -             | -             | -             | -                 | -                 | -                 | -                 | -        | -      | -           | -          |
| G. Nauber       | 34            | 1             | 4             | 0             | 1                 | 0                 | 1                 | 0                 | 35       | 1      | 5           | 0          |
| D. Poggenberg   | 6             | 0             | 0             | 0             | -                 | -                 | -                 | -                 | 6        | 0      | 0           | 0          |
| A. Wiegel       | 12            | 0             | 2             | 0             | 1                 | 0                 | 0                 | 0                 | 13       | 0      | 2           | 0          |
| K. Wolze        | 33            | 9             | 8             | 0             | 1                 | 1                 | 0                 | 0                 | 34       | 10     | 8           | 0          |
| T. Albutat      | 13            | 0             | 2             | 0             | -                 | -                 | -                 | -                 | 13       | 0      | 2           | 0          |
| Cauly           | 27            | 6             | 0             | 0             | 1                 | 0                 | 0                 | 0                 | 28       | 6      | 0           | 0          |
| L. Daschner     | 8             | 0             | 1             | 0             | -                 | -                 | -                 | -                 | 8        | 0      | 1           | 0          |
| A. Engin        | 28            | 3             | 3             | 0             | -                 | -                 | -                 | -                 | 28       | 3      | 3           | 0          |
| L. Fröde        | 31            | 1             | 11            | 1             | 1                 | 0                 | 0                 | 0                 | 32       | 1      | 11          | 1          |
| C. Gartner      | 7             | 1             | 1             | 0             | -                 | -                 | -                 | -                 | 7        | 1      | 1           | 0          |
| E. Hajri        | 25            | 0             | 12            | 0             | -                 | -                 | -                 | -                 | 25       | 0      | 12          | 0          |
| N. Klotz        | 9             | 0             | 0             | 0             | -                 | -                 | -                 | -                 | 9        | 0      | 0           | 0          |
| F. Schnellhardt | 30            | 0             | 7             | 0             | 1                 | 0                 | 0                 | 0                 | 31       | 0      | 7           | 0          |
| M. Stoppelkamp  | 32            | 9             | 2             | 0             | 1                 | 0                 | 1                 | 0                 | 33       | 9      | 3           | 0          |
| S. Il'jučenko   | 31            | 7             | 7             | 0             | 1                 | 0                 | 1                 | 0                 | 32       | 7      | 8           | 0          |
| K. Onuegbu      | 29            | 2             | 0             | 0             | 1                 | 0                 | 0                 | 0                 | 30       | 2      | 0           | 0          |
| B. Taščy        | 32            | 11            | 4             | 0             | 1                 | 0                 | 0                 | 0                 | 33       | 11     | 4           | 0          |
| S. Brandstetter | 6             | 0             | 0             | 0             | 1                 | 0                 | 0                 | 0                 | 7        | 0      | 0           | 0          |